# Szélyes Ferenc
Szélyes Ferenc (Marosvásárhely, 1953. május 13. –) Jászai Mari-díjas erdélyi magyar színművész, egyetemi tanár.

## Életpályája
1976-ban végzett a helyi Szentgyörgyi István Színművészeti Intézetben. 1976–1991 között a szatmári Északi Színház tagja volt. 1991-től a marosvásárhelyi Nemzeti Színház, Tompa Miklós Társulatának színésze volt. Többször vendégszerepelt Magyarországon is. Tanított a Marosvásárhelyi Művészeti Egyetemen is.

## Fontosabb színházi szerepei
- Gyuri, pincér (Szigligeti Ede: Liliomfi)
- Balogh Csaba (Gárdonyi Géza: Ida regénye)
- Jimmy Porter (Osborne: Nézz vissza haraggal)
- János (Székely J.: Hugenották)
- Káin (Lovinescu: Élet és halál játéka a hamusivatagban)
- Nagelschmidt (Sütő András: Egy lócsiszár virágvasárnapja)

## Díjai és kitüntetései
- Kovács György-díj (2000)
- Jászai Mari-díj (2006)